# Fritz Uhl
Frotz Uhl (Vienna, 2 aprile 1928 – Monaco di Baviera, 21 maggio 2001) è stato un tenore austriaco.

## Biografia
Nel 1957 è Melot in Tristan und Isolde diretto da Wolfgang Sawallisch con Wolfgang Windgassen, Birgit Nilsson e Hans Hotter e Kunz Vogelgesang in Die Meistersinger von Nürnberg diretto da André Cluytens con Gottlob Frick, Gerhard Stolze ed Elisabeth Grümmer al Bayreuther Festspiele. Nel 1958 debutta al Teatro La Fenice di Venezia come Melot/Seemann in Tristan und Isolde diretto da Sawallisch con la Nilsson, Windgassen e Josef Greindl e a Bayreuth diretto da Hans Knappertsbusch è il primo Gralsritter in Parsifal (opera) con Eberhard Waechter, Greindl, Jerome Hines e Régine Crespin e Loge in Das Rheingold con Hotter, Rita Gorr, la Grümmer, Stolze e Greindl.
Nel 1959 a Bayreuth è Erik in Der Fliegende Holländer diretto da Sawallisch con Greindl, Leonie Rysanek e George London e debutta al Wiener Staatsoper come Štewa Buryja in Jenůfa diretto da Ferdinand Leitner.
Nel 1960 a Vienna è Erik in Der fliegende Holländer e al Teatro della Pergola di Firenze Shteva Buryja in Jenüfa.
Nel 1961 a Vienna è Parsifal diretto da Herbert von Karajan con Waechter, Hotter, Walter Berry e Christa Ludwig e Walther von Stolzing in Die Meistersinger von Nürnberg diretto da Hans Swarowsky con Paul Schöffler e Stolze, a Venezia Erik in Der fliegende Holländer diretto da Cluytens con London e Greindl, a Bayreuth Siegmund in Die Walküre diretto da Rudolf Kempe con Frick e Hines, la Crespin, Astrid Varnay e Regina Resnik cantando il ruolo a Bayreuth fino al 1964 e debutta negli Stati Uniti al San Francisco Opera come Florestan in Fidelio con Marilyn Horne e Schöffler seguito da Walther von Stolzing in Die Meistersinger von Nürnberg con Lisa Della Casa, Giorgio Tozzi e Schoeffler.
Nel 1962 a Vienna è Herodes in Salomè (opera) con Schöffler, Aegisth in Elettra (Strauss) e Florestan in Fidelio e al Teatro Nuovo di Torino Walther von Stolzing ne I maestri cantori di Norimberga con Mario Carlin ed Eno Mucchiutti.
Nel 1963 a Vienna è Tambourmajor in Wozzeck (22 recite viennesi fino al 1971) con Berry, Stolze e la Ludwig e Siegmund in Die Walküre con Frick, Amy Shuard e Gundula Janowitz, al Bayerische Staatsoper Florestan in Fidelio diretto da von Karajan con la Ludwig, Berry, Frick e Hermann Prey, al Royal Opera House, Covent Garden di Londra Walther von Stolzing in Die Meistersinger von Nürnberg diretto da Kempe e al Teatro Comunale di Bologna Parsifal diretto da Lovro von Matačić con Frick.
Nel 1964 a Vienna è Bernardo Novagerio in Palestrina (opera) con Berry, Fritz Wunderlich e la Janowitz.
Nel 1966 a Torino è Erik in Der fliegende Holländer diretto da von Matacic con Cornell MacNeil e Frick.
Nel 1968 a Vienna è Sergej in Lady Macbeth del Distretto di Mcensk diretto da Serge Baudo con Schöffler, Anton Dermota e Inge Borkh e debutta al Festival di Salisburgo come Florestan in Fidelio diretto da Karl Böhm con i Wiener Philharmoniker, Hotter, Ingvar Wixell, la Ludwig ed Edith Mathis.
Nel 1969 a Torino è Loge in Das Rheingold, a Vienna Graf Elemér in Arabella (opera) con Waechter e Robespierre in Dantons Tod di Gottfried von Einem con Waechter e la Della Casa.
Nel 1971 a Vienna è Loge in Das Rheingold ed Erster Geharnischter in Die Zauberflöte diretto da Swarowsky con Waechter, Arleen Auger, Wilma Lipp, la Ludwig e Berry e a Salisburgo è Tambourmajor in Wozzeck diretto da Böhm con Anja Silja.
Nel 1972 a Vienna è Alwa in Lulu (opera) con la Silja, Hotter e Martha Mödl cantando a Vienna fino al 1975 arrivando a 120 recite.
Nel 1974 al Grand Théâtre di Ginevra è Aegiste in Elektra diretto da Sawallisch con Helga Dernesch.
Nel 1985 canta nella prima assoluta di Le roi Bérenger di Heinrich Sutermeister diretto da Sawallisch con la Mathis e nel 1991 Giron nella prima assoluta di Ubu Rex di Krzysztof Penderecki al Bayerische Staatsoper.

## Discografia
- Berg: Wozzeck - Pierre Boulez/Chorus & Orchestra of the Opéra National de Paris/Fritz Uhl/Isabel Strauss/Walter Berry, 1967 Sony - Grammy Award al miglior album di musica classica e Grammy Award for Best Opera Recording 1968
- Busoni: Turandot - Berner Stadtorchester & Kammerchor/Otto Ackerman/Fritz Uhl, Mastercorp
- Orff: Antigonae - Carlos Alexander/Claudia Hellmann/Ferdinand Leitner/Fritz Uhl/Inge Borkh/Bavarian Radio Symphony Orchestra, 2007 Deutsche Grammophon
- Strauss R, Arabella - Keilberth/Della Casa/Fischer-D, 1963 Deutsche Grammophon
- Wagner, Tristano e Isotta - Solti/Nilsson/Resnik/Krause, 1960 Decca
- Wagner: Der fliegende Holländer - Leonie Rysanek/Josef Greindl/Fritz Uhl/George London/Wolfgang Sawallisch, 1959 Opera D'oro